# Phoenix Suns 2016-2017
La stagione 2016-17 dei Phoenix Suns fu la 49ª nella NBA per la franchigia.
I Phoenix Suns arrivarono quinti nella Pacific Division della Western Conference con un record di 24-58, non qualificandosi per i play-off.

## Roster
| N° | Naz.                   | Ruolo | Sportivo        | Anno | Alt. | Peso |
| -- | ---------------------- | ----- | --------------- | ---- | ---- | ---- |
| 0  | Stati Uniti (bandiera) | A     | Marquese Chriss | 1997 | 206  | 109  |
| 1  | Stati Uniti (bandiera) | G     | Devin Booker    | 1996 | 198  | 93   |
| 2  | Stati Uniti (bandiera) | G     | Eric Bledsoe    | 1989 | 185  | 86   |
| 3  | Stati Uniti (bandiera) | A     | Jared Dudley    | 1985 | 198  | 108  |
| 4  | Stati Uniti (bandiera) | C     | Tyson Chandler  | 1982 | 216  | 109  |
| 8  | Stati Uniti (bandiera) | G     | Tyler Ulis      | 1996 | 178  | 73   |
| 10 | Stati Uniti (bandiera) | A     | Derrick Jones   | 1997 | 196  | 95   |
| 11 | Stati Uniti (bandiera) | G     | Brandon Knight  | 1991 | 191  | 86   |
| 12 | Stati Uniti (bandiera) | A     | T.J. Warren     | 1993 | 203  | 98   |
| 14 | Stati Uniti (bandiera) | G     | Ronnie Price    | 1983 | 188  | 86   |
| 15 | Stati Uniti (bandiera) | A     | Alan Williams   | 1993 | 203  | 118  |
| 17 | Stati Uniti (bandiera) | G     | P.J. Tucker     | 1985 | 196  | 102  |
| 19 | Brasile (bandiera)     | G     | Leandro Barbosa | 1989 | 191  | 88   |
| 21 | Ucraina (bandiera)     | C     | Alex Len'       | 1993 | 216  | 116  |
| 22 | Stati Uniti (bandiera) | G     | Elijah Millsap  | 1987 | 198  | 102  |
| 23 | Stati Uniti (bandiera) | G     | John Jenkins    | 1991 | 193  | 98   |
| 31 | Stati Uniti (bandiera) | A     | Jarell Eddie    | 1991 | 201  | 98   |
| 35 | Croazia (bandiera)     | A     | Dragan Bender   | 1997 | 213  | 102  |

## Staff tecnico
- Allenatore: Earl Watson
- Vice-allenatori: Jay Triano, Tyrone Corbin, Nate Bjorkgren
- Vice-allenatore per lo sviluppo dei giocatori: Marlon Garnett
- Preparatore atletico: Aaron Nelson